# Prayers for Bobby
Prayers for Bobby (llamada Oraciones para Bobby en España, Plegarias para Bobby en México y Plegarias por Bobby en el resto de Hispanoamérica) es una película biográfica dirigida por Russell Mulcahy y basada en la novela homónima de Leroy Aarons, que a su vez se origina en una historia real ocurrida a fines de los años setenta y principios de los ochenta. Bobby Griffith era un adolescente gay que se suicidó a causa de la intolerancia religiosa de su madre, Mary, y de la sociedad. Pero después del trágico evento Mary comprende la homosexualidad de su hijo y empieza a luchar por la causa. La película está protagonizada por Ryan Kelley como Bobby Griffith y Sigourney Weaver como su madre Mary Griffith.
Estrenada por la cadena televisiva Lifetime en EE. UU. el 24 de enero de 2009, Prayers for Bobby fue nominada a dos Premios Emmy: Mejor película hecha para televisión, y actriz principal en una miniserie o película (Sigourney Weaver). En la misma categoría, Sigourney Weaver también fue nominada para el Premio Globo de Oro, así como para el Screen Actors Guild Award. La película fue nominada a los premios GLAAD 2010, y los productores fueron nominados para el Producers Guild of America Award.

## Argumento
Mary Griffith es una cristiana devota, que cría a sus hijos según las enseñanzas conservadoras de la Iglesia Presbiteriana. Sin embargo, cuando su hijo Bobby le confiesa a su hermano mayor que puede ser gay, la vida cambia para toda la familia después de que Mary se entera de su secreto.
Poco a poco el padre de Bobby, su hermano y sus hermanas empiezan a aceptar su homosexualidad, pero Mary cree que Dios puede "curarlo". Lleva a Bobby a un psiquiatra y lo convence de que debe orar más y buscar consuelo en las actividades de la Iglesia, con la esperanza de que así podrá cambiar.  Desesperado porque su madre lo acepte, Bobby hace lo que se pide de él, pero a pesar de todo, la desaprobación de la Iglesia hacia la homosexualidad le hace crecer cada vez más retraído y deprimido.  
Afectado por la culpa, Bobby se muda temporalmente con su prima, con la esperanza de que algún día, su madre lo acepte. Se traslada a Oregón renunciando a sus esperanzas de derrotar a su homosexualidad. Allí encuentra un novio, David, en un bar gay. Su depresión posterior y auto-odio se intensifican conforme se culpa por no ser  el hijo "perfecto" y llegan a un clímax después de que vea a su novio en compañía de otro chico. En un momento de depresión, Bobby salta del puente de una autopista y muere instantáneamente. 
Frente a la tragedia, Mary comienza a cuestionarse a sí misma y la interpretación que su iglesia hace de la Biblia.  A través de su largo viaje emocional, Mary lentamente se dirige a la comunidad gay y descubre un apoyo inesperado de una fuente muy poco probable.  Conoce a un pastor de la Iglesia de la Comunidad Metropolitana que la convence para asistir a una reunión de Padres, Familiares y Amigos de Lesbianas y Gays (PFLAG). Es allí donde se da cuenta de que ella sabía que Bobby era diferente desde la concepción, y que Dios no lo sanó porque no había nada malo con él. 
Mary se convierte en una defensora de los derechos de los homosexuales y, finalmente, da un discurso en una reunión del consistorio de la ciudad en apoyo de un día festivo local para celebrar a los homosexuales. Mary incita a la gente a pensar antes de hablar y a rechazar la homofobia, porque «un niño está escuchando». La medida es rechazada, pero Mary viaja a San Francisco con su familia, y todos participan con miembros de la PFLAG en un desfile del orgullo gay durante el que ve a un joven parecido a Bobby. Mary se acerca a él, lo abraza y acepta por fin la muerte de su hijo, comprometiéndose a trabajar activamente por los derechos de gais y lesbianas.

## Reparto
- Sigourney Weaver como Mary Griffith.
- Ryan Kelley como Bobby Griffith.
- Henry Czerny como Robert Griffith.
- Austin Nichols como Ed Griffith.
- Dan Butler como el Reverendo Whitsell.
- Carly Schroeder como Joy Griffith.
- Shannon Eagen como Nancy Griffith.
- Scott Bailey como David.
- Bryan Endress-Fox como Greg.
- Rebecca Louise Miller como Jeanette.

## Recepción

### Reconocimientos
Sigourney Weaver recibió el premio Trevor Life Award de The Trevor Project por su participación en la película. El premio fue entregado por Anne Hathaway. En 2015, los productores ejecutivos Daniel Sladek y Chris Taaffe fueron invitados por el vicepresidente de la UE al Parlamento Europeo en Bruselas, donde presentaron Prayers for Bobby a los miembros del Parlamento en el Día Internacional contra la Homofobia.
| Año  | Premio                                                                             | Categoría                                                                              | Nominado/a                                                                      | Resultado | Ref.          |
| ---- | ---------------------------------------------------------------------------------- | -------------------------------------------------------------------------------------- | ------------------------------------------------------------------------------- | --------- | ------------- |
| 2009 | Gold Derby Awards                                                                  | Película para Televisión o Miniserie                                                   | Prayers for Bobby                                                               | Nominada  | [ 2 ]         |
| 2009 | Gold Derby Awards                                                                  | Actriz de Película para Televisión                                                     | Sigourney Weaver                                                                | Nominada  | [ 2 ]         |
| 2009 | Primetime Emmy                                                                     | Mejor Película para Televisión                                                         | Daniel Sladek, Chris Taaffe, David Permut, Stanley M. Brooks, Damian Ganczewski | Nominados | [ 3 ]         |
| 2009 | Primetime Emmy                                                                     | Mejor actriz principal en una miniserie o película                                     | Sigourney Weaver                                                                | Nominada  | [ 4 ]         |
| 2009 | Satellite Awards                                                                   | Mejor Actriz en Miniserie o Película para televisión                                   | Sigourney Weaver                                                                | Nominada  | [ 5 ]         |
| 2009 | Premio de reconocimiento del público del Festival de Cine Gay y Lésbico de Seattle | Película Narrativa Favorita                                                            | Prayers for Bobby                                                               | Ganadora  | [ 6 ]         |
| 2010 | Dorian Awards                                                                      | Programa de televisión del año con temática LGBT                                       | Prayers for Bobby                                                               | Ganadora  | [ 7 ]         |
| 2010 | Dorian Awards                                                                      | Actuación televisiva del año: Drama                                                    | Sigourney Weaver                                                                | Ganadora  | [ 7 ]         |
| 2010 | GLAAD Media Award                                                                  | Película o Miniserie para Televisión                                                   | Prayers for Bobby                                                               | Ganadora  | [ 8 ]         |
| 2010 | Golden Globe Award                                                                 | Mejor Actriz – Miniserie o Película para Televisión                                    | Sigourney Weaver                                                                | Nominada  | [ 9 ]         |
| 2010 | Producers Guild of America Award                                                   | Premio David L. Wolper al mejor productor de programas de televisión de larga duración | Stanley M. Brooks, David Permut, Daniel Sladek, Chris Taaffe, Damian Ganczewski | Nominados | [ 10 ] [ 11 ] |
| 2010 | Screen Actors Guild Award                                                          | Mejor interpretación femenina en una miniserie o película para televisión              | Sigourney Weaver                                                                | Nominada  | [ 12 ]        |

## Video doméstico
El 7 de diciembre de 2010, Prayers for Bobby se lanzó en DVD.